# چولالونگ کورن
چولالونگ‌کورن (به تایلندی: พระบาทสมเด็จพระปรมินทรมหาจุฬาลงกรณ์ พระจุลจอมเกล้าเจ้าอยู่หัว)، پنجمین پادشاه تایلند از دودمان چاکری بود. وی با نام رسمی رامای پنجم بر تایلند حکمرانی می‌کرد.